# Das Verhör des Lukullus
Das Verhör des Lukullus ist ein Hörspiel des deutschen Dichters und Dramatikers Bertolt Brecht. Er arbeitete es später gemeinsam mit Paul Dessau zu dem Opernlibretto Die Verurteilung des Lukullus um.

## Entstehung
Brecht schrieb das Stück kurz nach Kriegsausbruch im Herbst 1939 im schwedischen Exil unter Mitarbeit von Margarete Steffin innerhalb von sieben Tagen. Er bezeichnete es als „Radiostück“, auch „Radiotext“. Die neuere Forschung geht davon aus, dass das Stück bereits bei der Entstehung als „Funkoper“ konzipiert wurde. Es handelte sich um eine Auftragsarbeit für den schwedischen Rundfunk Stockholm, kam dort aber nicht zur Ausstrahlung. Brecht bot das Stück kurze Zeit später dem schweizerischen Rundfunk an, der es am 12. Mai 1940 über den Sender Beromünster ausstrahlte. Brecht bemühte sich in der Folgezeit zunächst erfolglos darum, das Stück vertonen zu lassen. 1945/46 entstand dann in den USA eine Musik von Roger Sessions; Brecht beteiligte sich nicht an dieser Inszenierung.
1949 gab es eine weitere Vertonung des Stücks durch Paul Dessau als Auftragsarbeit vom NWDR Hamburg, die nicht zur Ausstrahlung kam. Brecht hatte in diesem Zusammenhang und auf Anregung Dessaus hin den offenen Schluss des Stückes mit einer neuen Szene Das Urteil aufgegeben. Noch im gleichen Jahr arbeiteten Dessau und Brecht die Funkoper zu einer Bühnenoper um. Das Werk geriet in eine Auseinandersetzung über Formalismus in der Kunst, die etwa seit 1950 in der DDR auf Betreiben der Sowjetischen Militäradministration in Deutschland (SMAD) hin geführt wurde. Die Oper wurde am 17. März 1951 an der Berliner Staatsoper zur Probe aufgeführt. Durch gezielte Vergabe der Eintrittskarten seitens des Ministeriums für Volksbildung sollte offenbar ein Misserfolg der Aufführung organisiert werden. Dieser Plan schlug gründlich fehl. Brecht nahm in der darauffolgenden Auseinandersetzung mit den SED-Funktionären kleinere Änderungen vor, um vermeintliche „pazifistische Tendenzen“ auszuräumen. Dessau überarbeitete seine Musik in größerem Stil. Die Uraufführung fand dann unter dem Titel Die Verurteilung des Lukullus am 12. Oktober 1951 an der Berliner Staatsoper statt. Die westdeutsche Erstaufführung war am 30. Januar 1952, hier wurde die erste Opernfassung inszeniert. Der internationale Durchbruch kam etwa ab 1957. Eine Leipziger Inszenierung wurde 1958 in Paris gezeigt.

## Exkurs Lucullus
Lucius Licinius Lucullus (117–56 v. Chr.) war ein römischer Senator und Feldherr. Im Dritten Mithridatischen Krieg führte er zunächst erfolgreich die römischen Truppen und wurde später von Pompeius abgelöst. Nach Rom zurückgekehrt ließ er mehrere Prunkbauten errichten. Bekannt wurde Lucullus durch seinen prunkvollen Lebensstil und seine opulenten Festmahle. Laut Plinius dem Älteren soll er die ersten Kirschbäume in Italien angepflanzt haben.

## Inhalt (Fassung 1939)
Der verstorbene römische Feldherr Lukullus wird zu Grabe getragen. Ein Fries mit Darstellungen der „Heldentaten“ des Verstorbenen ist mit im Zug. Nachdem das Grab verschlossen wurde, setzt sich die Handlung im Totenreich fort. Lukullus muss sich hier in die Schlange der Wartenden einreihen, wogegen er sich empört. Er erfährt, dass sein „Nutzen“ dafür ausschlaggebend sein wird, ob er in den Hades oder in die „Gefilde der Seligen“ kommt. Als er vor das Gericht der Unterwelt gestellt wird, versucht er, Alexander von Makedonien als Fürsprecher zu benennen, der kann jedoch in den „Gefilden der Seligen“ nicht aufgefunden werden. Lukullus schlägt deshalb vor, die auf seinem Totenfries abgebildeten Personen zu befragen. Die ersten vier sagen gegen ihn aus, er habe ihren Ländern Tod und Zerstörung gebracht. Der Feldherr versucht seine Taten damit zu rechtfertigen, er habe alles nur für Rom getan.
Nach einer Beratungspause lehnt der Delinquent das Gericht mit der Begründung ab, es seien keine Militärexperten vertreten. Eine Schöffin entgegnet darauf, sie kenne den Krieg gut genug, denn sie habe einen Sohn durch ihn verloren. Die letzten beiden Zeugen dagegen, sein Koch und ein Bauer, loben Lukullus' „Menschlichkeit“, habe er doch die Kochkunst zu würdigen gewusst und auch den Kirschbaum nach Italien gebracht. Der Totenrichter zieht die Bilanz: das wenige Nützliche, das Lukullus vollbracht habe, wiege seine Eroberungen nicht auf, „aber 80.000 Schicktest du in den Orkus dafür“. Das Gericht zieht sich zur Beratung zurück. In den Opernfassungen von 1951 schließen sich Gericht und Zeugen der Forderung einer Schöffin an: „Ins Nichts mit ihm“.

## Rezension
Das Stück trägt, zumindest in der ersten Fassung, alle Merkmale von Brechts epischem Theater. Die kontroversen Dialoge vor Gericht fordern den Zuschauer zur Stellungnahme heraus. Der offene Schluss überträgt den in der Handlung aufgebauten Spannungsbogen auf den Zuschauer, nämlich sich die Antwort auf die Frage: „Ist Krieg zu verurteilen?“ selber zu geben. Die Verlegung der Handlung in die Unterwelt kann als Angebot an den Zuschauer aufgefasst werden, der „die Aktualität selber entdecken darf und sie um so heftiger und tiefer zu empfinden“. Die in die letzten Fassung von Brecht eingearbeitete Unterscheidung von Angriffs- und Verteidigungskrieg fand im Gegensatz zur früheren kompromisslosen Anti-Kriegsaussage des Stücks keine mehrheitliche Zustimmung unter den Rezensenten.
Wie schon in dem Gedicht „Fragen eines lesenden Arbeiters“ aus dem Jahre 1935 findet sich auch in diesem Stück die Vorstellung Brechts wieder, Geschichte müsse aus der Sicht der arbeitenden Menschen, nicht aus der der herrschenden, geschrieben und bewertet werden. Sowohl am Anfang, als sich Lukullus wie jeder andere in die Schlange vor dem Hades einreihen muss, als auch später bei der Zusammensetzung des Gerichtes und in den Dialogen dort wird dies deutlich.

## Umfeld
Die Figur des Lukullus hat Brecht noch mindestens zu zwei weiteren Gelegenheiten beschäftigt. So schrieb er Anfang 1939 die Novelle Die Trophäen des Lukullus. Für das nicht zu Ende geführte vierte Buch zu Die Geschäfte des Herrn Julius Caesar war ein „Nekrolog der bürgerlichen Freiheit“ als Gespräch Lukullus' mit anderen Protagonisten vorgesehen. Die entsprechenden Arbeiten Brechts datieren aus dem Jahr 1938.

## Verfilmung
Im Jahre 2009 verfilmte der französische Regisseur Jean-Marie Straub eine Lesung der Szenen 6 bis 12 mit Cornelia Geiser. Der Angeklagte Lukullus, im Volksmund Lakalles genannt, muss sich vor seinen Anklägern, gestürzten Königen, vergewaltigten Königinnen, eroberten Städten und einem Fischweib rechtfertigen.

## Weitere Hörspiel-Inszenierungen (Auswahl)
- 1940: Radio Beromünster. Uraufführung. Regie: Ernst Bringolf
- 1949: Bayerischer Rundfunk. Regie: Harald Braun
- 1956: Norddeutscher Rundfunk. Regie: Fritz Schröder-Jahn
- 1957: Bayerischer Rundfunk. Regie: Walter Ohm
- 1962: Norddeutscher Rundfunk. Regie: Rudolf Noelte
- 1965: Österreichischer Rundfunk. Regie: Friedrich Langer
- 1966: Rundfunk der DDR. Regie: Kurt Veth. Mitwirkende: Ekkehard Schall u. a.
- 1974: Schweizer Radio DRS. Regie: Urs Helmensdorfer.
- 2018: Schweizer Radio SRF. Regie: Samuel Schwarz

(Quelle: Die Hörspieldatenbank HörDat)